# Betula dutillyi
Betula dutillyi là một loài thực vật có hoa trong họ Betulaceae. Loài này được Lepage mô tả khoa học đầu tiên năm 1952.